# Botne
Botne  is een klein dorp en een voormalige gemeente in fylke Vestfold in het zuiden van Noorwegen. Het dorp en het grootste deel van de voormalige gemeente maakt tegenwoordig deel uit van de gemeente Holmestrand, een klein deel van de voormalige gemeente is nu deel van de gemeente Re.
Botne was oorspronkelijk een parochie. In 1838 werd het een gemeente. Naast de kern rond de kerk bestond de gemeente uit het dorp Gullhaug. De stenen dorpskerk dateert uit het begin van de 13e eeuw. 

## Geboren in Botne
- Bergljot Hobæk Haff, schrijfster (1921-2016)